# Dichomitus pendulus
Dichomitus pendulus är en svampart som beskrevs av Læssøe & Ryvarden 2010. Dichomitus pendulus ingår i släktet Dichomitus och familjen Polyporaceae.   Inga underarter finns listade i Catalogue of Life.